# میر بولان ریگی
میر بولان ریگی (بلوچی: میر بولان خان ریکی) از سرداران بلوچ بود که در جنگ کرنال نادرشاه افشار را همراهی کرد. کمک‌های او به نادر راه را برای فتح هندوستان هموار کرد. میر بولان از طایفه رند ریگی و از اجداد تیرۀ بلوچ طایفه ریگی است که از سران این قبیله بوده‌اند. او مردی قوی و شجاع بود و در نبرد کرنال به همراه همراهانش به کمک نادر شتافت و پس از عبور از تنگۀ بولان که امروزه در کویته پاکستان واقع شده، به هند یورش برد.
میر بولان ریگی همراه سپاه ایران در زمان نادر شاه افشار بود و با سپاه بلوچ یاری کرد تا سپاه ایران بتواند از گذرگاه بولان و کوهستان بولان عبور کرده و هندوستان را فتح کند.

### فتح هند
سپاهیان ایران اسب‌سوار و سپاهیان هندوستان فیل‌سوار بودند، اسب‌ها در مواجه با فیل‌ها رم می‌کردند. سلطان میرزاخان کرد و میربولان به چندهزار شترسوار دستور دادند که بر بالای کوهان شترها تنورهایی بگذارند و داخل آن را پر از خس و خاشاک کنند و آتش بزنند به این ترتیب لشکر هند که دارای فیل بود با دیدن داغ شدن آتش بر پشت شتران و رم کردن آنان با غرش به سمت فیل‌ها ترسیدند و به سمت لشکر هند حمله‌ور شدند و لشکر هندی زیر دست و پای فیل‌ها ماندند، و شمار زیادی زیر پای فیل‌ها و به‌دست لشکر نادرشاه به قتل رسیدند و فیل‌ها و عده زیادی از لشکر محمدشاه گورکانی به اسارت نادر درآمدند و هند شکست خورد.

## یادبود
در ایران منطقه سرحد بلوچستان را که زادگاه اصلی میربولان بود به یاد وی به عنوان چراگاه سند هم لقب داده بودند و مواردی دیگر مانند: کوهستان بولان، تنگه بولان، خط قطار بولان، دانشکده پزشکی ایالت بلوچستان پاکستان به نام بولان مدیکل آکادمی و شهر میرجاوه به یاد او نام‌گذاری شده‌است. نادرشاه افشار به خاطر همراهی میربولان با او در نبرد با هند، منطقۀ میرجاوه را به میر بولان ریگی اهدا کرد. نام میرجاوه در زبان بلوچی به معنی «جایگاه میر» (سکونتگاه امیر) است و به همین موضوع تاریخی اشاره دارد.